# Bernd Josef Ottnad
Bernd Josef Ottnad (* 9. September 1924 in Karlsruhe; † 4. September 2002 in Freiburg/Br.) war ein deutscher Historiker und Archivar.

## Leben und Wirken
Nach seinem Schulbesuch in Marburg/Lahn und Biedenkopf nahm Bernd Josef Ottnad als Soldat am Zweiten Weltkrieg teil und geriet in Kriegsgefangenschaft. So konnte er erst 1947 die Abiturprüfung ablegen und studierte anschließend an der Universität Freiburg/Br. Geschichte, Germanistik, Philosophie, Romanistik, Psychologie und Kunstgeschichte. 1952 promovierte er bei Gerd Tellenbach mit einer Dissertation über den Historiker Johann Gustav Droysen. Bis 1955 war er dann als wissenschaftlicher Assistent bei Prof. Gerd Tellenbach tätig, außerdem legte er 1954 das erste Staatsexamen für den höheren Schuldienst ab. Im Jahre 1955 trat er als Archivreferendar am Generallandesarchiv Karlsruhe in die Ausbildung für den höheren Archivdienst ein und absolvierte 1957 die Fachprüfung hierfür an der Archivschule Marburg. Von 1957 bis 1958 war er am Universitätsarchiv Freiburg/Br. tätig, 1958 wechselte er an das Staatsarchiv Ludwigsburg und war dort als wissenschaftlicher Archivar bis 1963 tätig. Bis 1973 folgte seine Tätigkeit am Hauptstaatsarchiv Stuttgart. Im Jahre 1973 übernahm er als Staatsarchivdirektor die Leitung der Außenstelle Freiburg des Generallandesarchivs Karlsruhe (ab 1975 Staatsarchiv Freiburg). 1988 trat er in den Ruhestand.
Ottnad war Herausgeber der Reihe „Badische Biographien“ (Neue Folge, Bd. 1–4, 1982–1996) und der Reihe „Baden-Württembergische Biographien“ (Bd. 1–3, 1994–2002).
Im Jahre 1984 wurde Ottnad mit dem Bundesverdienstkreuz am Bande ausgezeichnet. 1989 verlieh ihm die Landesregierung Baden-Württemberg den Professorentitel.

## Veröffentlichungen (Auswahl)
- Das Schicksal des Bebenhäuser Klosterarchivs. Ein Beitrag zur württembergischen Archivgeschichte. In: Werner Fleischhauer (Hrsg.): Neue Beiträge zur südwestdeutschen Landesgeschichte. Festschrift für Max Miller (= Veröffentlichungen der Kommission für Geschichtliche Landeskunde in Baden-Württemberg, Reihe B, Bd. 21). Kohlhammer, Stuttgart 1962, S. 223–236.
- Dokumentation – insbesondere zeitgeschichtliche Sammlungen, aus der Sicht der Staatsarchive. In: Der Archivar, Bd. 17 (1964), H. 1, S. 67–76.
- Geschichte und Dokumentationswert der "Schwabenbücher". In: Zeitschrift für württembergische Landesgeschichte, Jg. 1967, S. 46–61.
- Methoden und Leitlinien des Archivars zur Erfassung, Bewertung und Aussonderung von Archivgut. In: Der Archivar, Bd. 25 (1972), H. 1, S. 27–40.
- 75 Jahre Historischer Verein Ludwigsburg (Kreis und Stadt) e.V. In: Ludwigsburger Geschichtsblätter, Bd. 24 (1972), S. 7–35.
- Beziehungen zwischen dem deutschen Südwesten und Japan. In: Schwäbische Heimat, Bd. 24 (1973), S. 175–207.
- Die Archive der Bischöfe von Konstanz. In: Freiburger Diözesan-Archiv, Bd. 94 (1974), S. 270–516.
- (Mitautor): Günther Haselier (Red.): USA und Baden-Württemberg in ihren geschichtlichen Beziehungen. Beiträge und Bilddokumente. Landesarchivdirektion Baden-Württemberg, Stuttgart 1976.
- (mit Karl Siegfried Bader): Geschichte. In: Rainer Gutknecht (Hrsg.): Der Schwarzwald-Baar-Kreis. Theiss, Stuttgart 1977, S. 85–139, ISBN 3-8062-0146-3.
- Die politische Geschichte von den Anfängen bis zur Gegenwart. In: Emil Schill (Red.): Breisgau-Hochschwarzwald.  Land vom Rhein über den Schwarzwald zur Baar. Schillinger, Freiburg im Breisgau 1980, S. 119–133, ISBN 3-921340-44-6.
- Geschichtlicher Überblick. In: Lothar Mayer (Hrsg.): Der Kreis Emmendingen. Theiss, Stuttgart 1981, S. 100–138, ISBN 3-8062-0252-4.
- Zur Territorialgeschichte des Schwarzwalds. In: Ekkehard Liehl/Wolf Dieter Sick (Hrsg.): Der Schwarzwald. Beiträge zur Landeskunde (= Veröffentlichungen des Alemannischen Instituts, Bd. 47). Konkordia, Bühl/Baden 1981, S. 181–204, ISBN 3-7826-0047-9.
- Zur Geschichte des Kanzleramtes und der Kanzler der Fürstbischöfe von Konstanz (1458–1802). In: Freiburger Diözesan-Archiv, Bd. 105 (1985), S. 249–281.
- Das Berufsbild des Archivars vom 16. Jahrhundert bis zur Gegenwart. In: Gregor Richter (Hrsg.): Aus der Arbeit des Archivars. Festschrift für Eberhard Gönner (= Veröffentlichungen der Staatlichen Archivverwaltung Baden-Württemberg, Bd. 44). Kohlhammer, Stuttgart 1986, S. 1–22, ISBN 3-17-009220-0.
- "... das Archiv, an welchem das ganze Heyl ... abhanget". Gedanken zur Errichtung des hauptamtlich geführten Archivs der Universität Konstanz am 1. Mai 1986. In: Konstanzer Blätter für Hochschulfragen, Bd. 24 (1986), H. 2, S. 5–15.
- Politische Geschichte von 1850 bis 1918. In: Josef Becker (Hrsg.): Badische Geschichte vom Großherzogtum bis zur Gegenwart. 2. Aufl. Theiss, Stuttgart 1987, S. 65–85, ISBN 3-8062-0213-3.
- Kanzleramt und Kanzler. In: Elmar L. Kuhn (Hrsg.): Die Bischöfe von Konstanz. Bd. 1. Gessler, Friedrichshafen 1988, S. 179–188.